# Pier Candido Decembrio

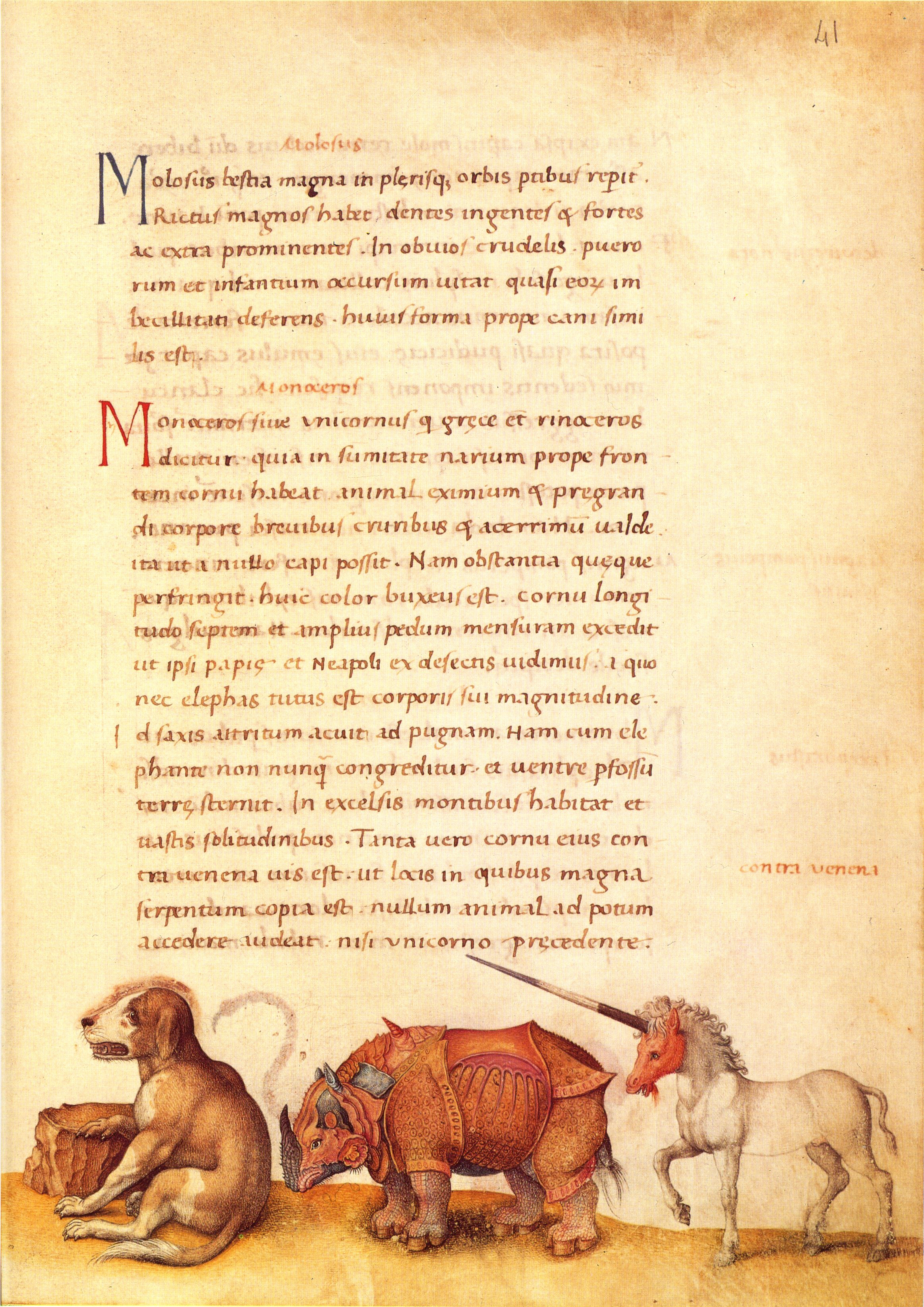
Pier Candido Decembrio, De omnium animalium natura in der 1460 geschriebenen Handschrift Biblioteca Apostolica Vaticana, Urbinas Lat. 276, fol. 41r

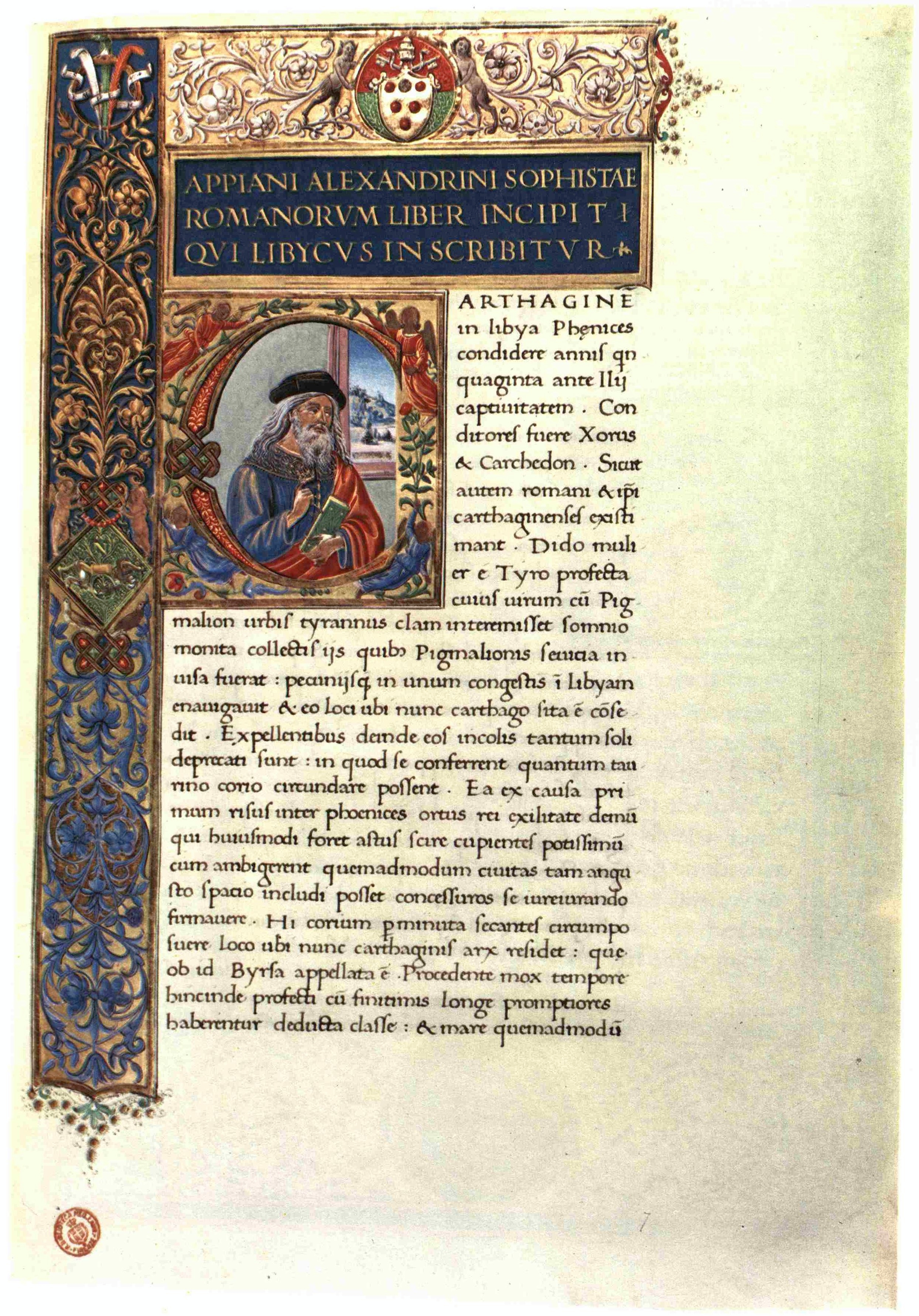
Eine Seite von Pier Candido Decembrios lateinischer Übersetzung der Römischen Geschichte Appians in der 1488/1490 geschriebenen Handschrift Florenz, Biblioteca Medicea Laurenziana, Plut. 68.19

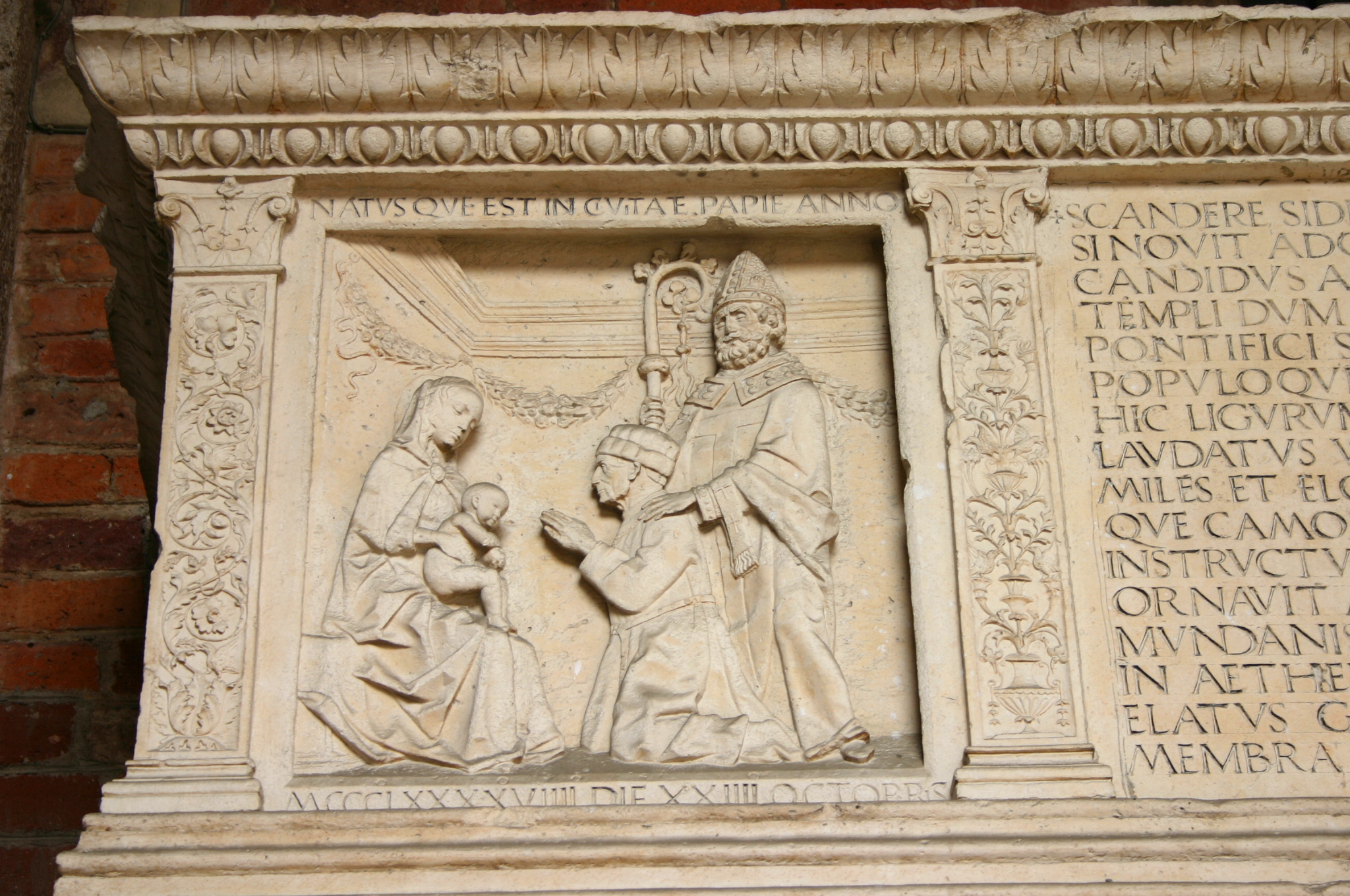
Grab des Pier Candido Decembrio in St. Ambrogio, Mailand

Pier Candido Decembrio (lateinisch Petrus Candidus Decembrius; * 24. Oktober 1399 in Pavia; † 12. November 1477 in Mailand) war ein Humanist der Renaissance. Er betätigte sich als Übersetzer und Politiker in Mailand.
Pier Candido Decembrio war der Sohn von Uberto Decembrio und Bruder von Angelo Camillo Decembrio. Er war Sekretär und Diplomat von Filippo Maria Visconti (1392–1447), dem Herzog von Milano. Er wurde als der „Präsident“ der kurzlebigen Ambrosianischen Republik in Mailand (1447–1450) bezeichnet. Nach 1450 wurde er verbannt und verbrachte einige Zeit in Neapel am Hofe von Alfons V. von Aragón und in Ferrara. Sein Grabstein führt 127 Werke auf, darunter Übersetzungen und Biographien, unter ihnen das Leben des Filippo Maria Visconti und auch das Tierbuch Bestiarium.

## Textausgaben und Übersetzungen
- Federico Petrucci (Hrsg.): Petri Candidi Decembrii Epistolarum iuvenilium libri octo. Firenze University Press, Firenze 2013, ISBN 978-88-6655-448-6 (kritische Edition)
- Philipp Funk (Übersetzer): Pier Candido Decembrio: Leben des Filippo Maria Visconti und Taten des Franzesco Sforza (= Das Zeitalter der Renaissance, Serie 1, Band 7). Diederichs, Jena 1913